# Hipposideros papua
Hipposideros papua е вид бозайник от семейство Hipposideridae.

## Разпространение
Видът е разпространен в Индонезия.